# Hutasoit I
Hutasoit I is een bestuurslaag in het regentschap Humbang Hasundutan van de provincie Noord-Sumatra, Indonesië. Hutasoit I telt 1363 inwoners (volkstelling 2010).